# Passiflora kermesina
Passiflora kermesina je biljka iz porodice Passifloraceae. Ukrasna je biljka iz Brazila. U divljini raste u caatingi (trnovita makija) i cerradu (brazilska savana). Osim toga, ovu biljku spominju G.B. Knowles i Frederic Westcott u The Floral Cabinet & Magazine of Exotic Botany 1837-1840.
Sinonim za ovaj cvijet je: *Passiflora raddiana DC.

## Vanjske poveznice
- The Floral Cabinet & Magazine of Exotic Botany 1837-1840: Passiflora kermesina  Arhivirana inačica izvorne stranice od 24. rujna 2006. (Wayback Machine)
- (pt.) Checklist das Plantas do Nordeste (Biljke s brazilskog sjeveroistoka): Passiflora kermesina  Arhivirana inačica izvorne stranice od 10. ožujka 2007. (Wayback Machine)